# Лаку (Бузеу)
Лаку (рум. Lacu) — село у повіті Бузеу в Румунії. Входить до складу комуни Одейле.
Село розташоване на відстані 112 км на північ від Бухареста, 36 км на північний захід від Бузеу, 117 км на захід від Галаца, 76 км на схід від Брашова.

## Населення
За даними перепису населення 2002 року у селі проживали 326 осіб. Усі жителі села рідною мовою назвали румунську.
Національний склад населення села:
| Національність | Кількість осіб | Відсоток |
| -------------- | -------------- | -------- |
| румуни         | 315            | 96,6%    |
| цигани         | 11             | 3,4%     |